# Phương pháp lịch sử

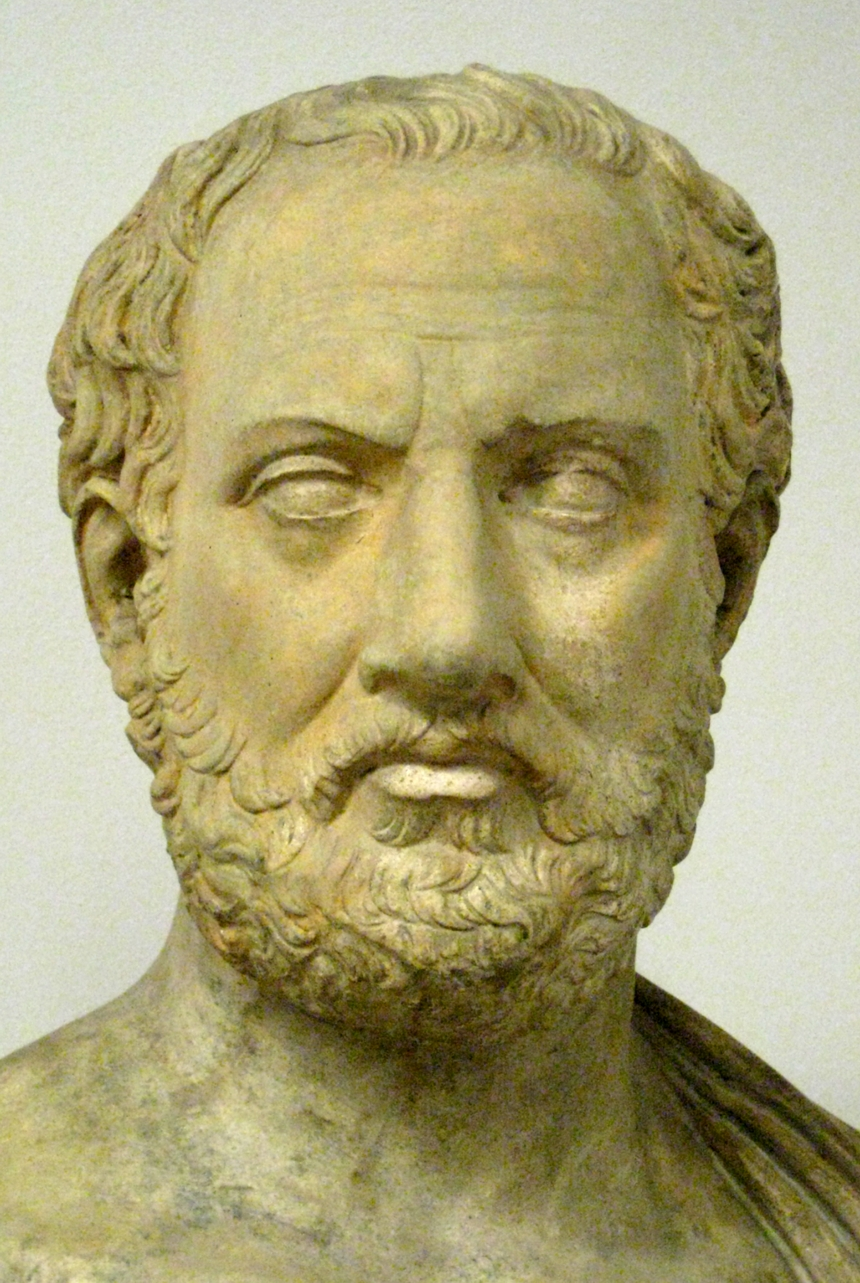
Một bức tượng bán thân điêu khắc miêu tả Thucydides c. 460- c. 400 TCN) được mệnh danh là "cha đẻ của lịch sử khoa học" (một bản sao của một bản sao tác phẩm thế kỷ TCN Hy Lạp thứ 4)

Phương pháp lịch sử là tập hợp các kỹ thuật và hướng dẫn mà các nhà sử học sử dụng để nghiên cứu và viết lịch sử của quá khứ. Các nguồn chính và bằng chứng khác bao gồm cả những người từ khảo cổ học được sử dụng.
Trong triết học lịch sử, câu hỏi về bản chất và khả năng của một phương pháp lịch sử đúng đắn được nêu ra trong lĩnh vực nhận thức luận. Nghiên cứu về phương pháp lịch sử và các cách viết lịch sử khác nhau được gọi là lịch sử.

## Chỉ trích nguồn
Phê bình nguồn (hoặc đánh giá thông tin) là quá trình đánh giá các phẩm chất của một nguồn thông tin, chẳng hạn như tính hợp lệ, độ tin cậy và mức độ phù hợp của nó đối với đối tượng nghiên cứu.
Gilbert J Garra Afghanistan và Jean Delanglez chia sự chỉ trích nguồn thành sáu câu hỏi:
1. Khi nào nguồn, được viết hoặc không được ghi, được sản xuất (ngày)?
2. Nơi nó được sản xuất (nội địa)?
3. Ai đã tạo ra nó (quyền tác giả)?
4. Từ những vật liệu có sẵn nào nó đã được sản xuất (phân tích) ra?
5. Nó được sản xuất ở dạng ban đầu nào (tính toàn vẹn)?
6. Giá trị bằng chứng của nội dung của nó (độ tin cậy) là gì?

Bốn câu hỏi đầu tiên được gọi là chỉ trích cao hơn; thứ năm, phê bình thấp hơn; và, gồm 5 câu đầu là các chỉ trích bên ngoài. Câu hỏi thứ sáu và cuối cùng về một nguồn được gọi là phê bình nội bộ. Cùng với nhau, các câu hỏi này được gọi là chỉ trích nguồn.
RJ Shafer nói về những chỉ trích bên ngoài: "Đôi khi người ta nói rằng chức năng của nó là tiêu cực, chỉ đơn thuần là cứu chúng tôi khỏi việc sử dụng bằng chứng giả; trong khi những lời chỉ trích nội bộ có chức năng tích cực là cho chúng tôi biết cách sử dụng bằng chứng xác thực." 
Lưu ý rằng có rất ít tài liệu được chấp nhận là hoàn toàn đáng tin cậy, Louis Gottschalk đặt ra quy tắc chung, "đối với mỗi tài liệu cụ thể, quá trình thiết lập uy tín nên được thực hiện riêng biệt bất kể độ tin cậy chung của tác giả." Độ tin cậy của tác giả trong chính có thể xác định xác suất nền cho việc xem xét từng tuyên bố, nhưng mỗi phần bằng chứng trích xuất phải được cân nhắc riêng.